# Трубопроводные войска
Трубопрово́дные войска́ (сокращённое наименование войск — ТбВ) — род формирований (специальных войск) в вооружённых силах, предназначенных для обеспечения войск (как в военное, так и в мирное время) горюче-смазочными материалами (ГСМ), развёртывания полевых магистральных трубопроводов (ПМТ) и подачи по ним горючего на склады объединений и соединений вооружённых сил и выполнения других специальных задач. В зависимости от поставленных задач ТбВ способны в короткие сроки обеспечивать доставку тысяч тонн ГСМ (а также пресной питьевой воды, воды для тушения пожаров и др.) на большие расстояния в самых сложных условиях местности, в том числе, в высокогорных (на высоте до 3 км над уровнем моря) и других труднодоступных местах.
Трубопроводные войска России входили сначала в состав Тыла Вооружённых сил СССР (1941—1991), затем — в состав Тыла Вооружённых сил Российской Федерации (1992—2010) (Центрального управления ракетного топлива и горючего Министерства обороны Российской Федерации (ЦУРТиГ Минобороны России)) и Специальных войск (2011 — н. в.) Материально-технического обеспечения Вооружённых сил Российской Федерации, а их формирования входят в состав тыла фронтов (военных округов, флотов) и объединений видов вооружённых сил.
В мирное время трубопроводные войска СССР не раз принимали участие в ликвидации последствий чрезвычайных ситуаций природного и техногенного характера: тушении больших лесных пожаров и возгораний торфяников, ликвидации последствий аварии на Чернобыльской АЭС в 1986 году, землетрясения в Армянской ССР в 1988 году. В военное время, в ходе боевых действий на территории Демократической Республики Афганистан (1979—1989) трубопроводными войсками Тыла ВС СССР были развёрнуты полевые магистральные трубопроводы общей протяжённостью более 1 200 км, по которым было подано 5,4 миллиона тонн горючего, что составило 80 % от общего объёма подвоза. Также трубопроводные войска Тыла ВС РФ были задействованы в 2014 году во время прекращения подачи воды в Крым из Северо-Крымского канала.
В соответствии с Указом Президента РФ от 30.12.2021 N 741 День трубопроводных войск отмечается 14 января.

## История
В связи с массовой моторизацией и механизацией Вооружённых сил СССР проектировать сборно-разборные полевые трубопроводы для Рабоче-крестьянской Красной армии (РККА) начали в декабре 1933 года по заказу Управления снабжения горючим и смазочными материалами РККА. В 1937 году в Особой Краснознамённой Дальневосточной армии были проведены учения, на которых была осуществлена опытная прокладка трубопровода через реку Суйфун.
Так же был получен опыт боевой работы спецформирований в предвоенные годы на озере Хасан, на Халхин-Голе и в других вооружённых конфликтах, проверялось состояние системы обеспечения войск (сил) горюче-смазочными материалами (ГСМ) в крупнейших манёврах и учениях под Киевом и Харьковом.
Впервые в мире трубопроводные части (на тот момент ещё не войска) массово использовались в СССР в составе Тыла Красной Армии во время Великой Отечественной войны (1941—1945). В мае — июне 1942 года для снабжения ГСМ осаждённого Ленинграда по дну Ладожского озера был проложен 21-километровый и 8-километровый (по берегу) трубопроводы. Всё это было выполнено за 50 суток под огнём войск немецко-фашистских захватчиков. С июня 1942 года по февраль 1943 года по ним было доставлено около 45 000 тонн нефтепродуктов. Положительный уникальный опыт ВС СССР и предопределил создание данных спецвойск.
В начале 1950-х годов И. В. Сталин дал поручение создать полевые магистральные трубопроводы нового поколения. Датой образования Трубопроводных войск Тыла Вооружённых сил СССР считается 14 января 1952 года, когда Маршал Советского Союза А. В. Василевский подписал директиву, предписывавшую формирование первого отдельного батальона перекачки горючего в п. Ильино Горьковской области. Ключевой задачей, определившей необходимость формирования трубопроводных войск, была необходимость быстрой доставки на стартовые позиции ракетного топлива.
Позже была принята военная доктрина быстрого массированного танкового удара по вражеской территории, что требовало обеспечения бесперебойного снабжения топливом действующих частей танковых войск (ТВ).
В 1952—1958 годах в Вооружённых силах СССР появилось 11 отдельных трубопроводных батальонов.
В 1959—1960 годах был проведён ряд крупных учений с развёртыванием трубопроводов большой протяжённости. Результаты этих учений позволили сделать вывод о целесообразности укрупнения трубопроводных формирований и образования трубопроводных бригад. Было разработано и утверждено «Временное положение о трубопроводной бригаде по перекачке горючего». Это соединение состояло из четырёх трубопроводных батальонов, трубопроводного батальона машинного монтажа, автобатальона (подвоза труб на трассу трубопровода) и подразделений обеспечения.
В 1961 году были сформированы две трубопроводные бригады, способные развернуть и эксплуатировать магистральную линию трубопровода протяжённостью 600 км.
В начале 1990-х годов в ВС СССР имелись 24 отдельные трубопроводные бригады (отпбр), 6 отдельных батальонов (отпб), три отдельные роты и 8 отдельных взводов, численностью свыше 5 000 человек. Сегодня численность этих спецвойск уменьшилась в два раза.
Отдельные трубопроводные батальоны, сведённые по четыре в отпбр, имеют возможность с темпом до 100—120 км/сутки проложить сборно-разборные магистральные трубопроводы диаметром 100, 150, 200 миллиметров и подать по одному или нескольким направлениям заданное количество ГСМ (по каждой линии от 600 до 3 000 тонн/сутки) на большие (600 километров и более) расстояния в любых погодных и рельефных условиях, на любом театре военных действий или театре войны, при любом воздействии противника.
Трубопроводные войска оснащены трубомонтажной техникой, средствами механизации работ, средствами связи и др. В постоянной эксплуатации трубопроводных войск находятся линии полевых магистральных трубопроводов общей протяжённостью более 2 000 километров, по которым горючее от станций (портов) выгрузки подаётся на аэродромные и окружные (флотские) склады.
Трубопроводные войска были задействованы при тушении массовых торфяных пожаров в Подмосковье. Летом и осенью 1972 года в ликвидации торфяных пожаров в Подмосковье участвовали пять трубопроводных бригад и четыре отдельных трубопроводных батальона трубопроводных войск, обеспечивавшие быструю доставку воды к местам тушения.
Во время войны в Афганистане (1979—1989) трубопроводными войсками было развёрнуто 1 200 километров полевых магистральных трубопроводов. Во время боевых действий было подано свыше 5 400 000 тонн горючего, что составило 80 % от общего объёма подвоза ГСМ. Трубопроводные войска привлекались для ликвидации последствий аварии на Чернобыльской АЭС (1986), землетрясения в Армении (1988), а также для тушения лесных пожаров и торфяников в последующие годы.

## Подразделения специального назначения
Подразделения специального назначения трубопроводных войск (структурно — отдельная рота специального назначения в составе той или иной группы советских войск за рубежом) предназначались для действий на подземных коммуникациях (включая телефонные шахты и туннели, канализационные туннели и коллектора) и проходимых элементах трубопроводов крупных населённых пунктов на линии соприкосновения сил ОВД и НАТО в случае потенциально возможного вооружённого конфликта или военной напряжённости с целью воспрепятствовать овладению указанными стратегически или тактически важными объектами аналогичным подразделениям противника, привести их в нерабочее состояние (чем нанести ощутимый ущерб государственной и муниципальной инфраструктуре противника), либо разместить в них инженерные боеприпасы (заминировать). В отличие от аналогичных подразделений других родов войск, куда могли набираться физически наиболее крепкие и высокие ростом, в подразделения СпН ТбВ специально отбирались самые низкорослые призывники, рост, вес и ширина плеч которых позволяли им свободно передвигаться по подземным путям сообщения, средний рост военнослужащего по подразделениям не превышал 150 см. Практика боевого применения предполагала тщательное изучение планов и схем подземных сооружений по месту дислокации, заблаговременную рекогносцировку потенциальных мест и районов оперативного предназначения (где и когда уровень воды снижается или наоборот повышается, где может потребоваться применение герметичных защитных костюмов и средств индивидуальной защиты, где и каким образом противник может прибегнуть к затоплению подземных тоннелей, какие существуют кратчайшие маршруты передвижения из одной точки в другую, какие и где существуют выходы на поверхность, где находятся распределительные щиты и пролегают кабели телефонно-телеграфной сети, где необходимо заложить взрывчатку, чтобы пресечь использование подземных тоннелей противником и т. д.), с доразведкой их перед непосредственным задействованием. Проводились соответствующие подземные военные учения и другие мероприятия боевой подготовки, синхронизированные с крупными общевойсковыми учениями, либо проводящиеся по собственному годовому плану боевой подготовки (с соблюдением необходимых мер обеспечения режима секретности). В период нарастания международной напряжённости (Берлинские кризисы, американские военные учения с переброской войск к границе, спровоцированные извне массовые беспорядки и т. п.) подразделения СпН ТбВ приводились в повышенную боевую готовность. Разумеется, в комплексе мер, направленных на соблюдение режима секретности, формулировка «специального назначения» не употреблялась ни в документообороте, ни в повседневном общении, формальное название подразделений соответствовало таковым у вспомогательных частей.
Части и подразделения СпН ТбВ находились в оперативном подчинении у общевойскового командования и относились к сухопутным войскам (как и другие аналогичные формирования с иными способами вывода сил и средств СпН в район оперативного предназначения). Однако практика их боевого применения была невозможна при соблюдении требований Боевого устава Сухопутных войск Советской Армии; для этих целей разрабатывались собственные наставления, инструкции и другие документы, регламентирующие формы и способы боевого применения указанных подразделений. Это находило своё отражение и в программах подготовки личного состава. Так, стандартные методики огневой подготовки для других родов войск абсолютно неэффективны под землёй, в стеснённых условиях. Свою специфику имеют занятия по инженерной подготовке, так как в бетонных подземных туннелях практически невозможно окопаться или соорудить огневую точку из подручных средств, и занятия по минно-подрывному делу (МПД), так как звук от взрыва или выстрела в подземном туннеле будет значительно громче и травмоопаснее для органов слуха и зрения человека, чем взрыв аналогичного или даже большего количества ВВ на поверхности, с совершенно иным давлением во фронте и за фронтом ударной волны на одинаковом расстоянии.

## Формирования
Ниже представлены формирования ТбВ (не все):
- 276-я трубопроводная бригада
- 1454-й отдельный трубопроводный батальон, п. Центральный, в/ч 98578
- 298-й отдельный трубопроводный батальон, г. Георгиевск, в/ч 98594

## Оснащение
На вооружении отдельного трубопроводного батальона состоят полевые магистральные трубопроводы ПМТП-100 и ПМТП-150, передвижная насосная станция ПНУ-75, машина стыковки труб МСТ-100, перекачивающая станция горючего ПСГ-160 и другая спецтехника.

## Учебные заведения
С 1948 по 2011 годы военных специалистов трубопроводных войск ВС СССР и затем ВС РФ готовило Ульяновское высшее военно-техническое училище. Слушатели-офицеры обучались в Военной академии тыла и транспорта.